# エデュアス
株式会社エデュアスは、ソフトバンクグループのSBプレイヤーズの完全子会社であり、情報通信技術を活用した教育事業を手掛ける企業である。この社名にはエデュケーション「EDU」の明日「AS」をデザインするという思いがこめられている。なお、当初は教育だけではなく幅広い事業活動を行っていた。

## 沿革
- 2006年9月5日 : 汐留コンテンツ管理株式会社設立
- 2008年11月 : 社名を汐留管理株式会社に変更
- 2009年6月30日 : 汐留管理とソフトバンクモバイルとRCASTおよびNPO法人e-AT利用促進協会の協力で情報端末を活用した障碍児学習支援「あきちゃんの魔法のポケットプロジェクト」開始
  - 特別支援学校5校に34台無償貸出（iPhone20台、Windowsスマートフォン4台、携帯電話10台）[4]
- 2010年12月 : 事業目的を教育事業特化に変更
- 2010年12月27日 : 総務省の「地域雇用創造ICT絆プロジェクト」の教育情報化事業に採択[5]
- 2011年1月13日 : 「魔法のふでばこプロジェクト」開始
  - 特別支援学校34校にiPad100台無償貸出[6]
- 2011年3月8日 : 汐留管理とソフトバンクモバイルおよびソフトバンクテレコムによりICT絆プロジェクトの一環で岡山県新見市・高知県南国市・佐賀県武雄市の小学校5校でiPadを用いた教育情報化事業を推進[7]
- 2011年4月1日 : 社名を株式会社エデュアスに変更
- 2012年1月20日 : 「魔法のじゅうたんプロジェクト」開始
  - 特別支援学校44校に102台無償貸出（スマートフォン、タブレット端末）[8]
- 2012年9月20日 :エデュアスとRCASTおよび大分県、佐伯市と産学官連携によるICT利活用実践研究「Decoスクール」を開始[9]
- 2012年9月20日 : SBエナジーおよび教育と探求社による小学生向け体験型環境教育プログラム「未来×エネルギー プロジェクト」を開始[10]
- 2013年1月21日 : 「魔法のランププロジェクト」開始
  - 特別支援学校・特別支援学級87校に206台無償貸出（スマートフォン、タブレット端末）[11]
- 2013年4月18日 : エデュアスとRCASTおよび日本マイクロソフトによる学習に困難のある児童生徒の学校生活をサポートする「DO-IT School」を開始[12]
- 2013年6月17日 : エデュアスは学習の基礎となる部分に苦手がある児童向け学習指導教室「ハイブリッド・キッズ・アカデミー」の試行を開始[13]
- 2014年1月21日 : 「魔法のプロジェクト2014 〜魔法のワンド〜」開始
  - 特別支援学校・特別支援学級76校に164台無償貸出（スマートフォン、タブレット端末）[14]
- 2014年7月14日 : エデュアスとバイトルヒクマによる学校専用のSNSアプリ 「ByTalk for School」の提供を開始[15]
- 2014年11月 : エデュアスがSBプレイヤーズの完全子会社となる
- 2014年12月5日 : エデュアスは子供の読み書きの遅れに不安を持つ保護者向け評価キット「URAWSS-Home」を提供開始[16]
- 2015年1月21日 : 「魔法のプロジェクト2015 〜魔法の宿題〜」開始
  - 特別支援学校・特別支援学級および通常学級69校180台無償貸出（スマートフォン、タブレット端末）[17]
- 2016年1月21日 : 「魔法のプロジェクト2016 〜魔法の種〜」開始